# Aminath Rouya Hussain
Aminath Rouya Hussain (ur. 1 września 1990) – malediwska pływaczka specjalizująca się w stylu dowolnym, olimpijka.
Reprezentowała Malediwy w pływaniu 50 m stylem dowolnym na Letnich Igrzyskach Olimpijskich 2004, które odbyły się w Atenach. Po raz drugi reprezentowała kraj w tej samej dyscyplinie podczas Letnich Igrzyskach Olimpijskich 2008 w Pekinie. W obu przypadkach odpadła w fazie eliminacji.
Podczas igrzysk olimpijskich w Pekinie była również chorążym malediwskiej reprezentacji.